# (32967) 1996 PG7
1996 PG7 (asteroide 32967) é um asteroide da cintura principal. Possui uma excentricidade de 0.10406670 e uma inclinação de 16.39638º.
Este asteroide foi descoberto no dia 8 de agosto de 1996 por Eric Walter Elst em La Silla.